# Chaplin, Connecticut
Chaplin är en kommun (town) i Windham County i delstaten Connecticut, USA. Vid folkräkningen år 2000 bodde 2 250 personer på orten. Den har enligt United States Census Bureau en area på totalt 50,8 km² varav 0,3 km² är vatten.